# پیوتر گرابوفسکی (زاده ۱۹۶۸)
پیوتر گرابوفسکی (لهستانی: Piotr Grabowski؛ زادهٔ ۸ ژوئیه ۱۹۶۸) بازیگر و صداپیشه اهل لهستان است.
از فیلم‌ها یا مجموعه‌های تلویزیونی که وی در آن‌ها نقش داشته‌است، می‌توان به تازه‌کار، در خوشی و سختی، ع چون عشق، کارآگاهان جنایی، خبرچینان، تنها عشق، رنگ‌های خوشبختی، هتل ۵۲، قانون حقیقی، دوران افتخار، پدر متیو، مرگ کم‌اهمیت، دهن‌به‌دهن و کلبه جنگلی اشاره نمود.